# San Francisco (1586)
El San Francisco va ser un galió espanyol construït a Cantàbria el 1586. Va estar en servei durant 23 anys, fins que va naufragar el 1609 a prop de Chiba, Japó.

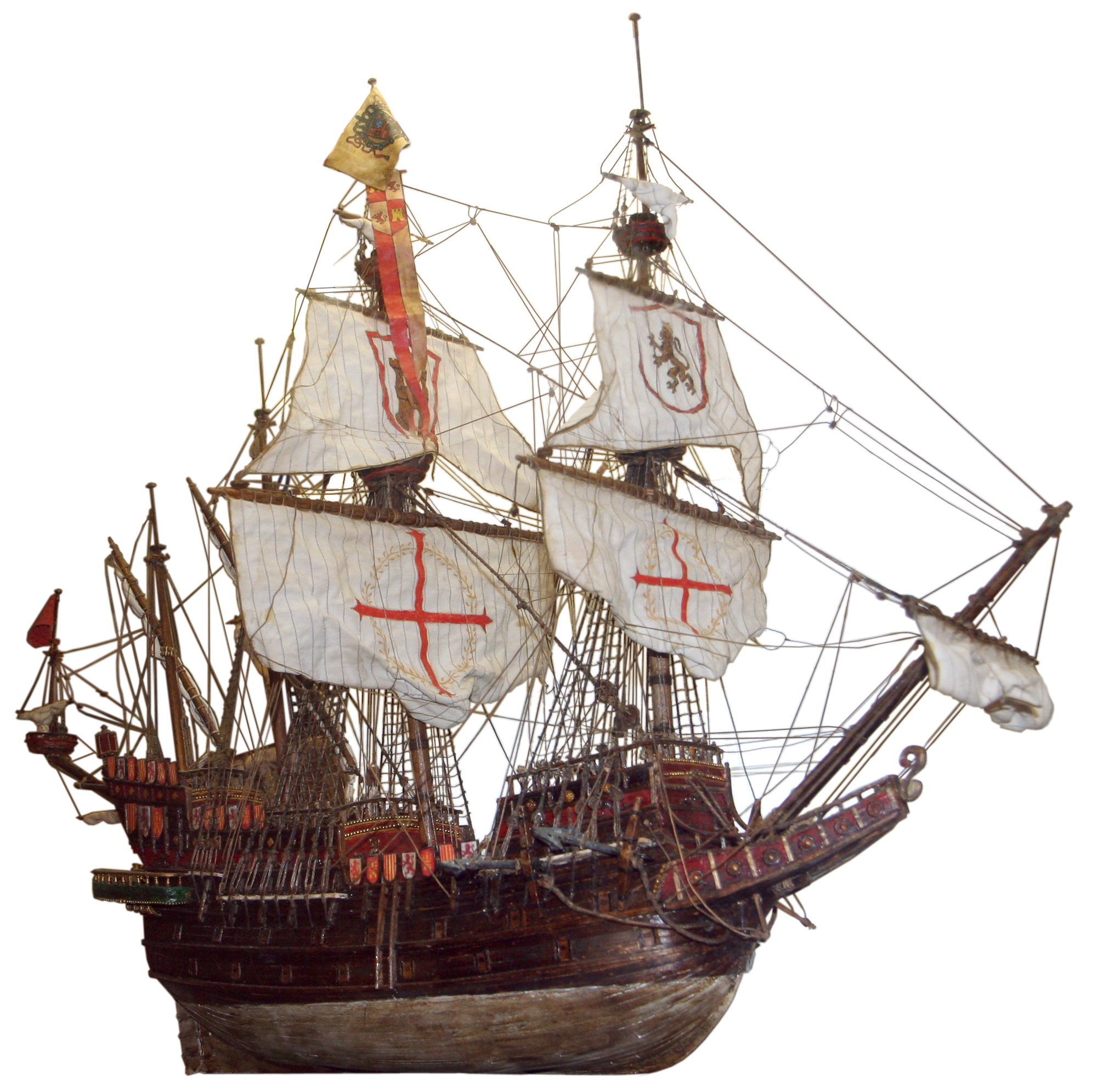
Representació d'un galió de l'època

## Dades
Feia 35 metres de eslora i 10 m de màniga, i movia 915 tones. Estava armat amb 22 canons: 18 de bronze i 6 de ferro.

## Participació a La Gran Armada
El San Francisco va ser requisat com a vaixell per a la Gran Armada al 1588. El capità era Martín de Lizardi, constava d’una tripulació de 85 mariners i 227 infants.
El galió formava part de la Escuadra de Andalucía, comanada per Pedro de Valdés amb el seu galió Nuestra Señora del Rosario, però quan el vaixell d’aquest va ser capturat pels anglesos, el San Francisco va passar a ser el capità. Va tornar a Espanya per Escòcia i va aturar-se al port de Santander el 20 se setembre de 1588.

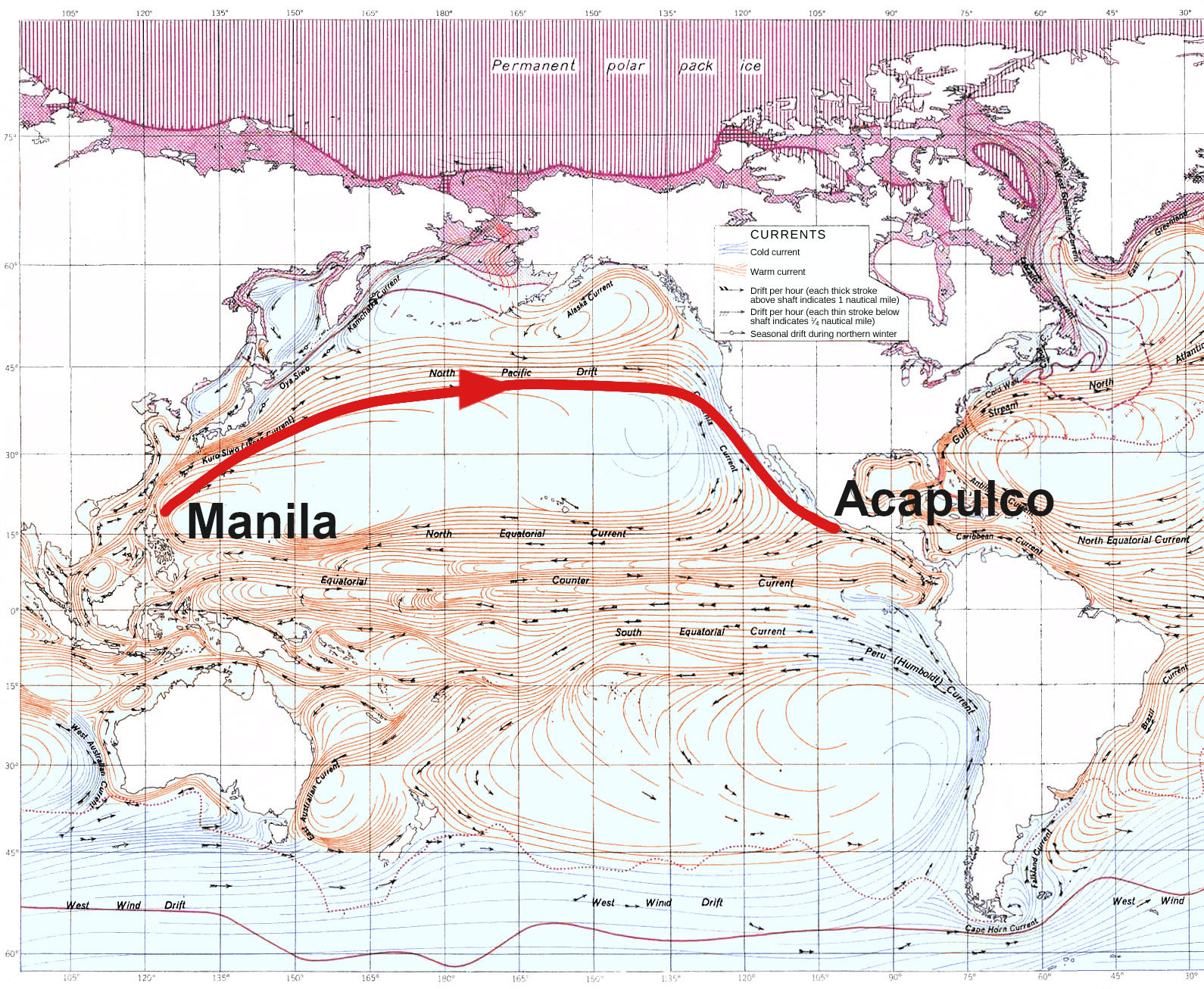
Ruta del tornaviaje de les Filipines a Acapulco, Mèxic

## Com a transport de mercaderies
El San Francisco era capitana del galió de Manila-Acapulco en el moment desfonar-se, el galió de Manila-Acapulco era una ruta marítima descoberta pel cosmògraf espanyol Andres de Urdaneta el 1565.
Consistia en un viatge des de Manila (Filipines) fins a Acapulco, que en aquell moment estava dintre del territori espanyol de la Nova Espanya (ara Mèxic). Les mercaderies que es duien, però, normalment eren portades d'Acapulco a Veracruz per ser reembarcades de nou cap a Europa.

## Naufragi
El 25 de juliol de 1609, sota el comanament del capità Juan de Cevicos, els galions San Francisco i San Antonio i el patatxo Santa Ana, van sortir del port de Manila en direcció a Acapulco, però el 30 de setembre de 1609, després d'uns quants dies de tempestes, el San Francisco va naufragar prop de Chiba (Japó). Moltes de les mercaderies que portava es varen perdre, però més tard es varen recuperar en les costes japoneses. Dels 373 tripulants en van sobreviure 317, incloent-hi a l'exgovernador de les Filipines Rodrigo de Vivero. Tots ells van estar des de les déu de la nit fins a les vuit del matí de l'endemà agafats a les restes del galió, fins que van arribar a les costes del Japó i van ser ajudats pels japonesos. Més tard i en senyal d'agraïment, Rodrigo de Vivero va enviar 50 miners experts al Japó. Les relacions entre la corona d'Espanya i l'Imperi Japonès van continuar fermes durant molt temps.